# Península de Nemuro
La península de Nemuro (en japonés: 根室半島, Nemuro-hantō) es una península de  Japón situada en la costa este de la gran isla de Hokkaidō. Tiene cerca de 30 km de largo y allí se encuentra la ciudad del mismo nombre (Nemuro).
Al final de la península se encuentra el cabo Nossapu, que es el punto más al este de Hokkaido. En la costa norte se encuentra la bahía de Nemuro, mientras que el lado sur se encuentra frente al océano Pacífico.
Las islas del archipiélago de las islas Jabomai (Kabomai en ruso), son administradas por Rusia, pero Japón sostiene una disputa por ese territorio.